# جيفري أوسبورن
جيفري أوسبورن (بالإنجليزية: Jeffrey Osborne)‏ هو موسيقي ومغني ومغن مؤلف أمريكي، ولد في 9 مارس 1948 في بروفيدنس في الولايات المتحدة.

## وصلات خارجية
- الموقع الرسمي
- جيفري أوسبورن على موقع IMDb (الإنجليزية)
- جيفري أوسبورن على موقع ميوزك برينز (الإنجليزية)
- جيفري أوسبورن على موقع إن إن دي بي (الإنجليزية)
- جيفري أوسبورن على موقع أول ميوزيك (الإنجليزية)
- جيفري أوسبورن على موقع ديسكوغز (الإنجليزية)
- جيفري أوسبورن على موقع ديسكوغز (الإنجليزية)